# Eustachys petraea
Eustachys petraea är en gräsart som först beskrevs av Olof Swartz, och fick sitt nu gällande namn av Nicaise Auguste Desvaux. Eustachys petraea ingår i släktet Eustachys och familjen gräs. Inga underarter finns listade i Catalogue of Life.

## Bildgalleri

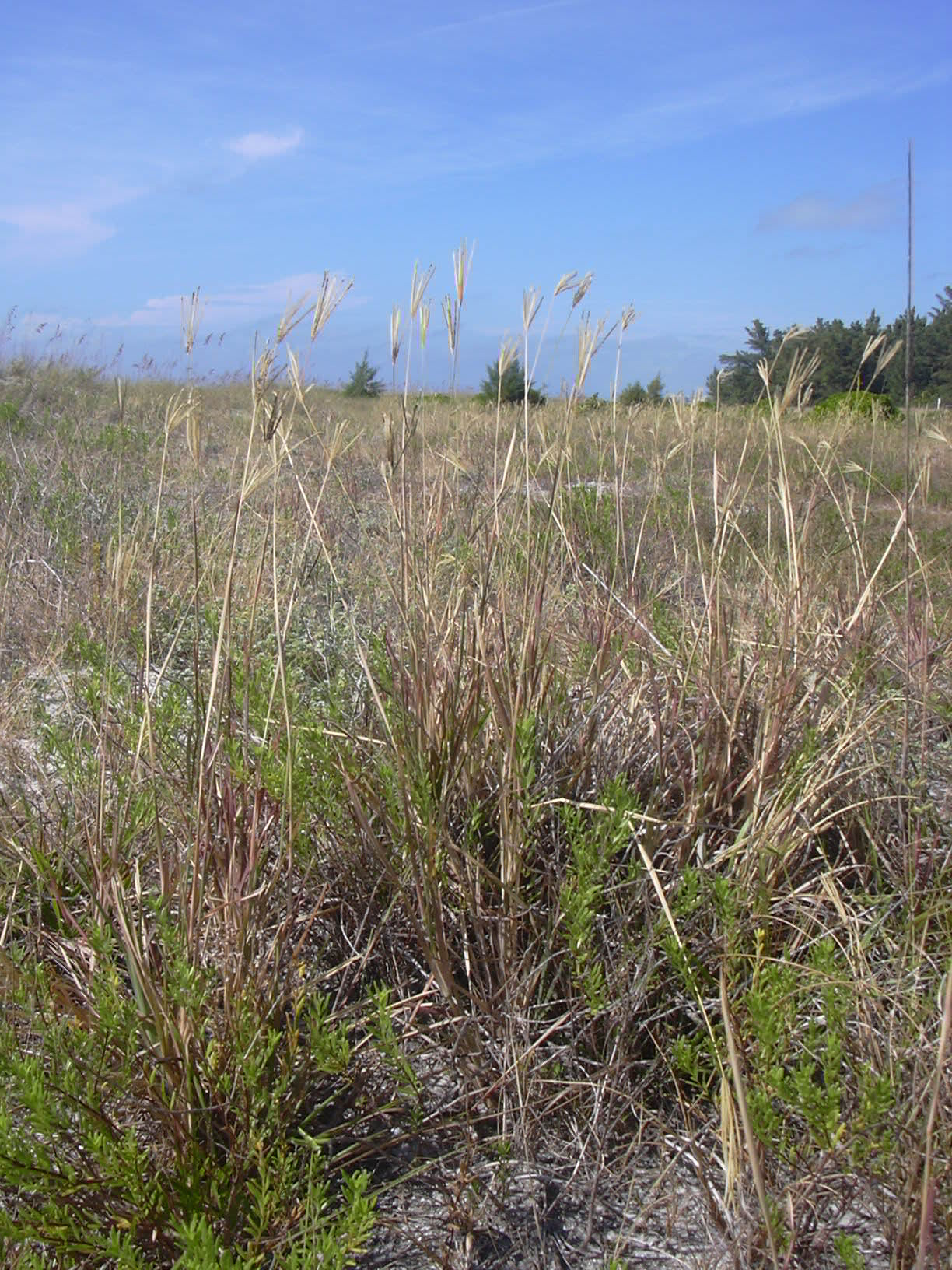
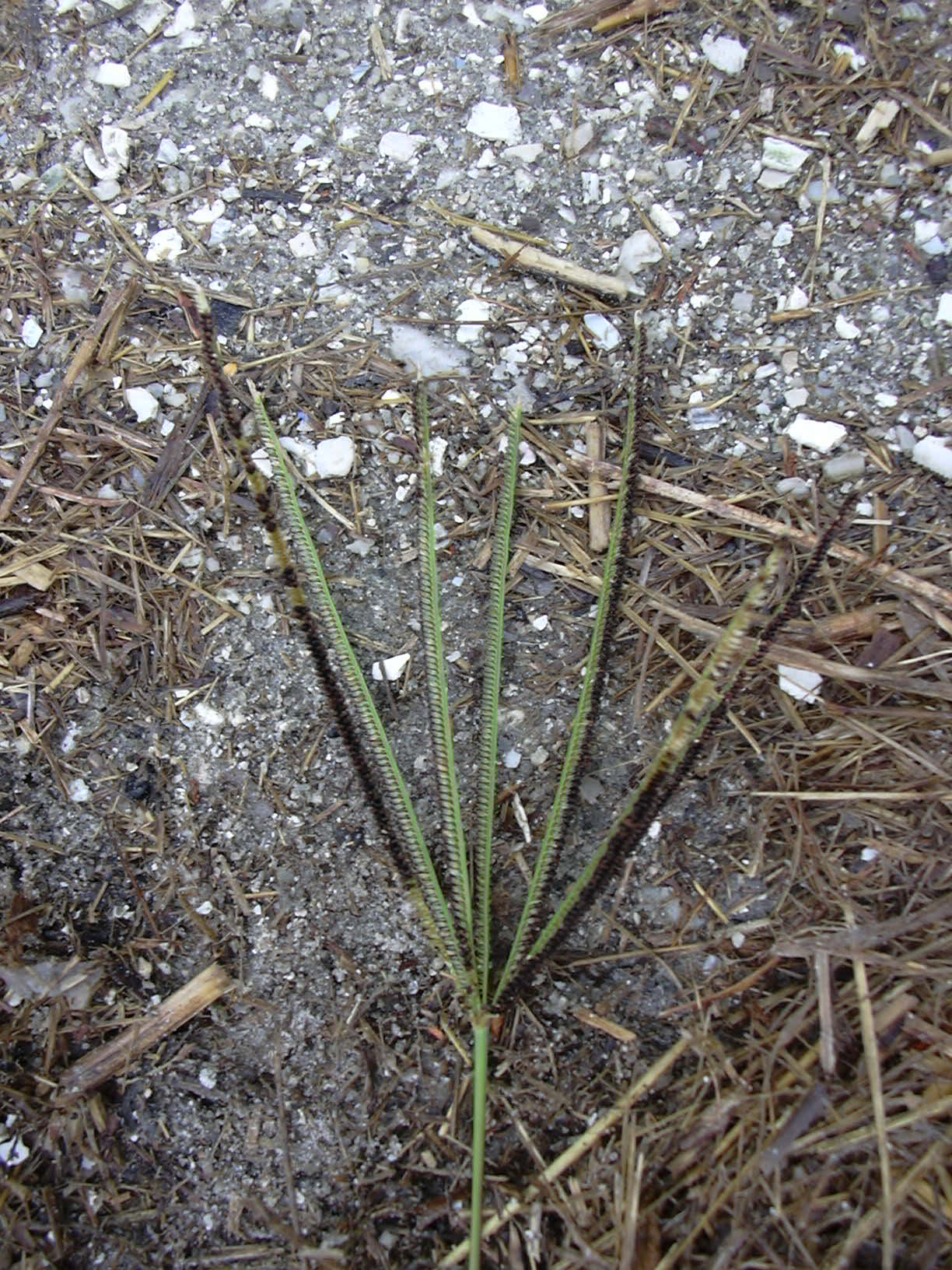
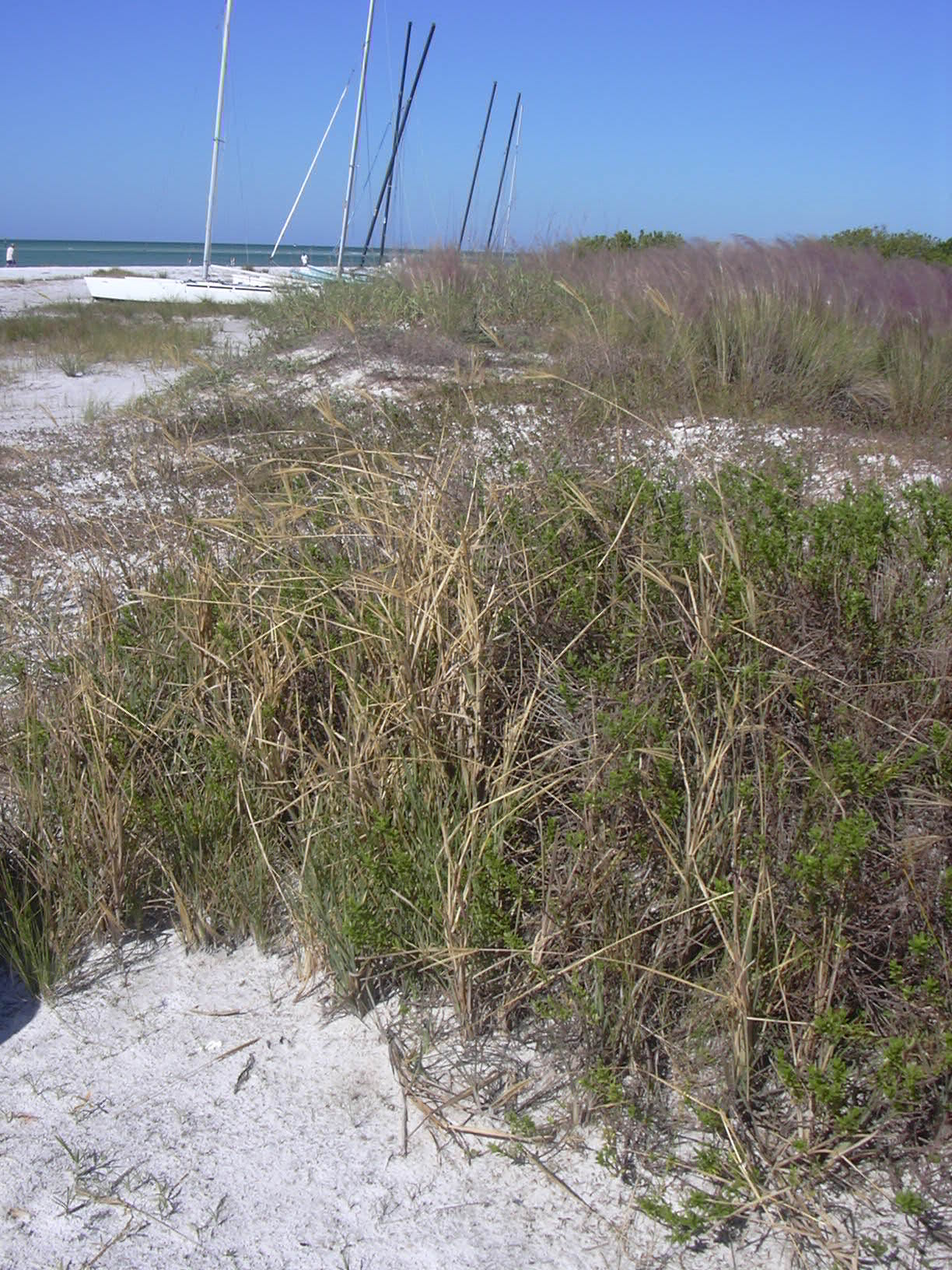
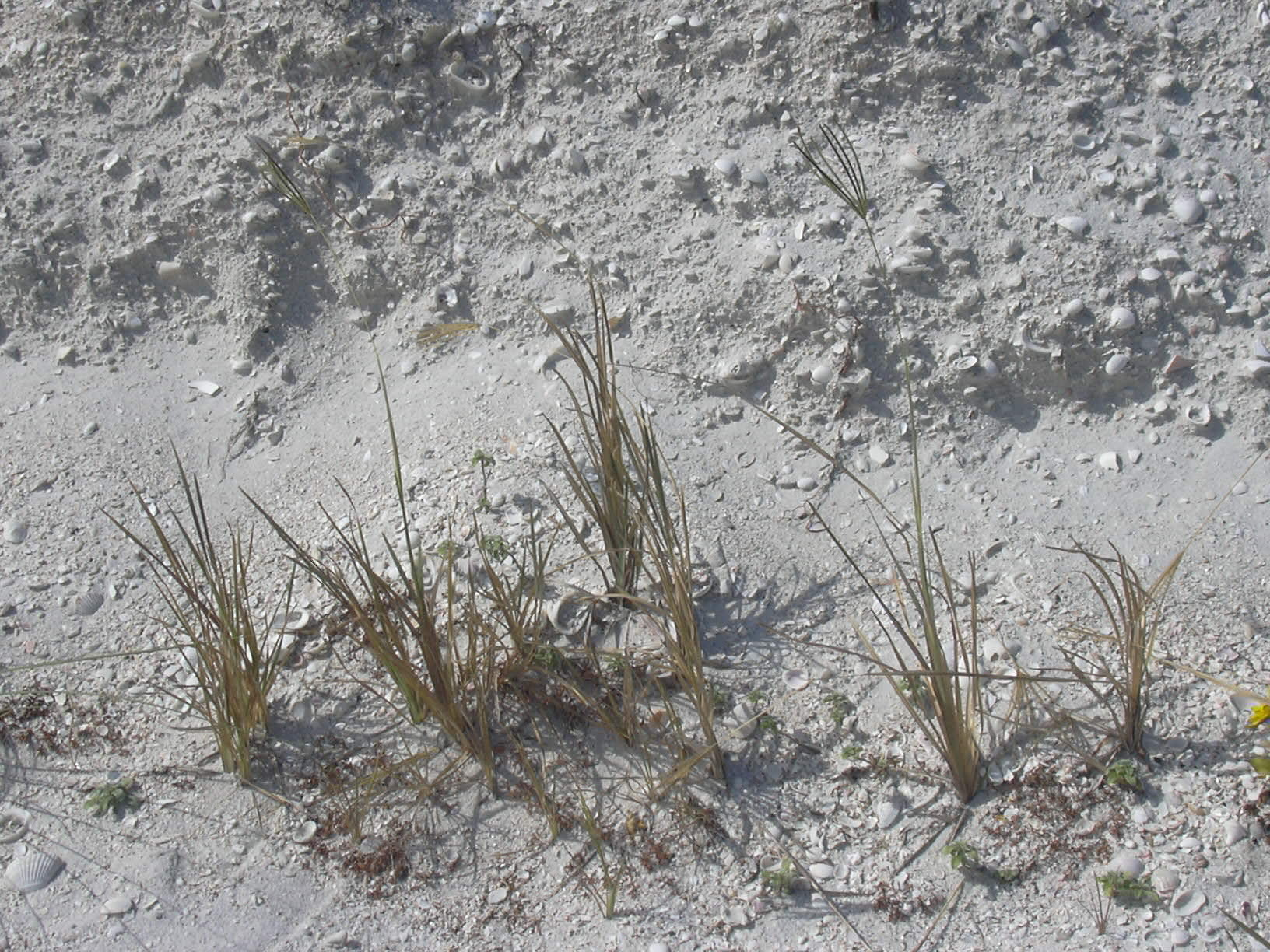